# Cheshmeh Zālūvak
Cheshmeh Zālūvak (persiska: چشمه زالووک) är en ort i Iran.   Den ligger i provinsen Khuzestan, i den centrala delen av landet, 500 km söder om huvudstaden Teheran. Cheshmeh Zālūvak ligger 337 meter över havet och antalet invånare är 146.
Terrängen runt Cheshmeh Zālūvak är kuperad åt nordväst, men åt sydost är den platt.Runt Cheshmeh Zālūvak är det ganska glesbefolkat, med 48 invånare per kvadratkilometer. Närmaste större samhälle är Masjed Soleymān, 9,0 km sydost om Cheshmeh Zālūvak. Omgivningarna runt Cheshmeh Zālūvak är i huvudsak ett öppet busklandskap.